# Calliope (torpilleur)
Pour les articles homonymes, voir Calliope (navires).
Le Calliope (indicatif visuel CP puis plus tard F751),était un torpilleur italien de la classe Spica - type Alcione lancé en 1938 pour la Marine royale italienne (en italien : Regia Marina).

## Conception et description
Les torpilleurs de la classe Spica devaient répondre au traité naval de Londres qui ne  limitait pas le nombre de navires dont le déplacement standard était inférieur à 600 tonnes. Hormis les 2 prototypes, 3 autres types ont été construits : Alcione, Climene et Perseo. Ils avaient une longueur totale de 81,42 à 83,5 mètres, une largeur de 7,92 à 8,20 mètres et un tirant d'eau de 2,55 à 3,09 mètres. Ils déplaçaient 652 à 808 tonnes à charge normale, et 975 à 1 200 tonnes à pleine charge. Leur effectif était de 6 à 9 officiers et de 110 officiers mariniers et marins
Les Spica étaient propulsés par deux turbines à vapeur à engrenages Parsons , chacune entraînant un arbre d'hélice et utilisant la vapeur fournie par deux chaudières Yarrow. La puissance nominale des turbines était de 19 000 chevaux-vapeur (14 000 kW) pour une vitesse de 33 nœuds (61 km/h) en service, bien que les navires aient atteint des vitesses supérieures à 34 nœuds (62,97 km/h) lors de leurs essais à la mer alors qu'ils étaient légèrement chargés. Ils avaient un rayon d'action de  1910 nautiques (3 540 km) à une vitesse de 15 nœuds (27,7 km/h)
Leur artillerie principale était composée de 3 canons 100/47 OTO Model 1937. La défense antiaérienne (AA) des navires de la classe Spica était assurée par 4 mitrailleuses jumelées Breda Model 1931 de 13,2 millimètres. Ils étaient équipés de 2 tubes lance-torpilles de 450 millimètres sur 2 plateformes doubles au milieu du navire.  Les Spica étaient également équipés de  2 lanceurs de charges de profondeur et d'un équipement pour le transport et la pose de 20 mines.

## Construction et mise en service
Le Calliope est construit par le chantier naval Cantiere navale di Sestri Ponente à Sestri Ponente en Italie, et mis sur cale le 26 mai 1937. Il est lancé le 16 avril 1938 et est achevé et mis en service le 23 octobre 1938. Il est commissionné le même jour dans la Regia Marina.

## Histoire de service

### La Seconde Guerre mondiale
Une fois en service, le Calliope entreprend une période d'entraînement initial dans les eaux de la mer de Ligurie.
Au début de 1939, le Calliope effectue une croisière qui l'amène à Tripoli.
Le navire est ensuite affecté au IIe escadron de torpilleurs au sein de la division de l'école de commandement basée à Augusta.
Lorsque l'Italie entre dans la Seconde Guerre mondiale, le navire fait partie du XIIIe escadron de torpilleurs basé à Messine, qu'il forme avec ses navires-jumeaux (sister ships) Calipso, Circe et Clio. Au cours des premiers mois de la guerre, il opère dans les eaux du sud de l'Italie avec des fonctions de surveillance et de chasse anti-sous-marine et d'escorte des navires capitaux (Capital ship),. Plus tard, l'unité est affectée à des missions d'escorte vers et depuis la Libye et le long des côtes de la Cyrénaïque et de la Tripolitaine, et plus tard également entre la mer Égée et l'Afrique du Nord,. Peu avant la perte de la Tunisie, le Calliope effectue également quelques missions d'évacuation de troupes italo-allemandes de Bizerte vers la Sicile. Au total, de juin 1940 à septembre 1943, le navire a effectué 138 missions de guerre (dont 117 d'escorte de trafic marchand) totalisant plus de 77 50 nautiques (143 500 km). Au cours de cette activité, le Calliope a eu l'occasion d'effectuer quelques chasses à l'anomalie aux résultats incertains, d'abattre 6 avions ennemis (et de récupérer les survivants de cinq d'entre eux) et de récupérer des naufragés de navires italiens et anglais,.
À sept heures du soir du 16 juin 1940, l'unité fait partie d'une patrouille anti-sous-marine avec ses navires-jumeaux Polluce, Circe et Clio, lorsque ces derniers aperçoivent le périscope d'un sous-marin, d'où partent alors quelques torpilles. Le Circe, le Polluce et le Clio évitent les torpilles et commencent à lancer des grenades sous-marines sur le point d'observation jusqu'à ce que, au neuvième passage, une grande quantité de débris émerge. L'unité coulée est le sous-marin britannique HMS Grampus (N56), qui coulé à la position géographique de 37° 05′ N, 17° 30′ E à 105 milles nautiques (195 km) à l'est de Syracuse), sans aucun survivant parmi les 59 membres de l'équipage,,,.
Le 24 février 1941, le torpilleur quitte Naples pour escorter vers Tripoli, avec le destroyer Vivaldi et les torpilleurs Orsa et Procione, un convoi composé des transports allemands Arcturus, Alicante, Giulia, Leverkusen et Wacthfels.
Du 1er au 3 mars, il escorte sur la ligne de retour Tripoli-Naples, avec le Vivaldi, le Orsa et le Procione, les transports Alicante, Arcturus, Leverkusen et Wachtfels.
Du 18 au 21 avril 1941, le navire escorte de Palerme à Tripoli, avec les anciens torpilleurs La Farina et Mosto et les plus modernes Climene et Orione (ces deux derniers rejoints par la suite) un convoi composé des vapeurs Isarco, Nicolò Odero et Maddalena Odero et des pétroliers, ajoutés par la suite, Luisiano et Alberto Fassio.
Le 24 mai, le navire est envoyé, avec son navire-jumeau Perseo et le torpilleur plus ancien Calatafimi, pour renforcer l'escorte (destroyer Freccia, torpilleurs Procione, Orione et Pegaso) d'un convoi composé des transports de troupes Conte Rosso, Marco Polo, Esperia et Victoria, dirigé vers la Libye. Les Perseo, Calliope et Calatafimi quittent le convoi pour retourner à la base à 19h10 (dans la soirée, le convoi est attaqué par le sous-marin britannique HMS Upholder (P37) qui torpille et coule le Conte Rosso, avec la mort de 1 297 hommes).
Le 26 mai, le Calliope, ainsi que ses navires-jumeaux Circe, Clio et Perseo, effectuent une mission de déminage au large de Malte (Cap Carlo Unger de Löwenberg),.
Au milieu de l'année 1941, le commandement du navire est pris par le capitaine de corvette (capitano di corvetta) Giuseppe Pighini, qui reste commandant de l'unité jusqu'en juillet 1942. Lors d'une mission d'escorte sous le commandement de cet officier, le Calliope abat trois avions sur les six qui ont attaqué, évitant ainsi que les unités du convoi ne soient endommagées.
Le 19 août 1941, à 9h02, le convoi - parti le 16 à 20h20 - qu'escorte le Calliope, formé par les vapeurs Una et Cadamosto, est attaqué avec le lancement de quatre torpilles, au large de Benghazi, par le sous-marin britannique HMS Tetrarch (N77). Le torpilleur évite deux torpilles et même les navires marchands ne sont pas touchés.
Le 4 août, le Calliope part de Naples, escortant un convoi composé des vapeurs Nita, Aquitania, Ernesto, Nirvo et Castelverde (le reste de l'escorte est constitué des destroyers Gioberti, Geniere, Oriani, Aviere et Camicia Nera), auquel s'ajoute le pétrolier Pozarica. Le 6 août, le Nita est touché par des avions de la 830e escadre britannique. Le Camicia Nera et le Calliope tentent de le secourir, mais le transport coule finalement à la position géographique de 35° 15′ N, 12° 17′ E (les autres navires du convoi atteignent leur destination le lendemain),.
Au cours de 1941, le torpilleur est modifié avec l'élimination des inefficaces mitrailleuses de 13,2 mm et leur remplacement par huit canons de 20/65 mm,. Deux lanceurs de charges de profondeur supplémentaires sont également embarqués.
Le 18 août, le sous-marin HMS Tetrarch tire plusieurs torpilles sur le Calliope, qui est amarré dans le port de Benghazi, mais toutes les torpilles ont fini dans les filets anti-torpilles.
Le 29 septembre, à sept heures du soir, le Calliope et un autre torpilleur, le Pegaso, quittent Naples pour escorter les navires à vapeur Savona et Castellon jusqu'à Benghazi, où ils doivent arriver le 2 octobre à onze heures. Le même 2 octobre, cependant, à trois heures de la nuit, le convoi est attaqué par le sous-marin HMS Perseus (N36), qui lance sans succès deux torpilles contre le Savona mais touche avec une torpille le Castellon, qui coule à la position géographique de 32° 30′ N, 19° 09′ E (environ dix milles nautiques (19 km) de Benghazi),
Le 2 octobre 1941, le navire appareille de Benghazi avec le navire-jumeau Partenope et rejoint l'escorte - les destroyers Euro, Gioberti, Antonio da Noli et Antoniotto Usodimare - d'un convoi formé par les transports Vettor Pisani, Fabio Filzi, Rialto et Sebastiano Venier. Le 5 octobre, le Rialto, est coulé par des bombardiers-torpilleurs britanniques du 830e escadron à la position géographique de 33° 30′ N, 15° 53′ E (le sauvetage de 145 hommes à bord du navire est assuré par le Gioberti)..
Du 16 au 19 octobre, l'unité fait partie de l'escorte (destroyers Folgore, Fulmine, Gioberti, Usodimare, Sebenico et da Recco) d'un convoi allant de Naples à Tripoli (transports Beppe, Marin Sanudo, Probitas, Paolina et Caterina), qui sont ensuite rejoints par le chalutier à moteur Amba Aradam et le torpilleur Cascino. Le Beppe est torpillé le 18 par le sous-marin HMS Ursula (N59), devant être pris en chargepar le remorqueur Max Barendt, qui est assisté par le Calliope et le destroyer da Recco, atteignant Tripoli le 21, tandis que la Caterina coule à 62 milles nautiques (115 km) à 350° de Tripoli à cause des dommages causés par une attaque aérienne; le reste du convoi atteint Tripoli le 19.
Le 13 décembre, le Calliope et le vieux torpilleur Cantore sont censés rencontrer la IVe division de croiseurs (Alberico da Barbiano et Alberto di Giussano) en route pour Tripoli avec une importante cargaison de carburant, mais la IVe division est détruite par des destroyers britanniques au large du Cap Bon et n'est donc pas arrivée au point de rendez-vous.
Le 3 janvier 1942, à trois heures de l'après-midi, le Calliope, dans le cadre de l'opération "M 43", appareille de Tarente pour escorter vers Tripoli, avec les torpilleurs Aretusa, Orsa et Antares, le navire à moteur moderne Monviso et le grand pétrolier Giulio Giordani. Le convoi arrive à destination le 5 janvier.
Le 30 janvier, le Orsa et le Calliope quittent Tripoli en escortant le vapeur San Giovanni Battista, qui le même jour est torpillé par des avions Fairey Swordfish du 830 eescadron britannique (830th Squadron) de la Royal Air Force (RAF), alors qu'il transite au large de Zouara. Le navire marchand reste à flot et, aidé par le destroyer da Noli (envoyé sur place le 31 janvier) peut rentrer au port. Un des Swordfish britanniques est perdu lors de l'attaque.
Le 7 février 1942 à 10h04, le sous-marin HMS Unbeaten (N93) lance quatre torpilles contre le navire à vapeur Bosphorus, naviguant à la position géographique de 34° 20′ N, 12° 23′ E, escorté par le Calliope: aucune des torpillee ne touche.
Vers le milieu de l'année, le torpilleur est soumis à des travaux d'entretien et à l'embarquement d'équipements anti-sous-marins, qui se terminent en juin 1942.
Vers 23h30 le 4 juillet, le Calliope quitte la jetée de Lagora à La Spezia avec le destroyer moderne Corsaro et assume l'escorte du croiseur lourd Bolzano et du croiseur léger Duca degli Abruzzi. Vers cinq heures le 6 juillet, le Bolzano se sépare de la formation dans le détroit de Messine en route vers Messine, tandis que les trois autres navires font route vers Pýlos, où ils arrivent à deux heures de l'après-midi.
A minuit le 8 juillet, le torpilleur quitte Pýlos et à quatre heures le lendemain, au large de Zante, il rejoint un convoi composé du vapeur Enrichetta, du pétrolier Po et des dragueurs de mines Magnxet et Persiglia, escorté par le vieux torpilleur Mosto. Le convoi a atteint Pýlos à midi.
Les 9 et 10 juillet, le navire patrouille dans les eaux d'Argostoli et de la côte grecque environnante à la recherche de sous-marins ennemis, puis, à 16h00 le 10, il se dirige vers un grand convoi (quatre grands navires à moteur modernes escortés par les destroyers Lampo, Freccia et Folgore et les torpilleurs Orsa, Polluce, Circe et Partenope) à destination de la Libye. À une centaine de milles nautiques des côtes libyennes, un navire à moteur et deux destroyers se séparent et font route vers Tobrouk, tandis que les trois autres navires à moteur (Unione, Lerici et Ravello) avec leurs escortes, dont le Calliope, font route vers Benghazi, où ils arrivent à 17 heures le 11 juillet.
Vers huit heures du soir du même jour, le navire quitte Benghazi avec le Orsa, le Freccia et le Folgore et est escorté jusqu'à Brindisi, où il arrive à 15h30 du lendemain, les navires à moteur Nino Bixio et Monviso chargés de prisonniers.
Après onze jours d'escale à Brindisi, à une heure de l'après-midi du 13 juillet, le Calliope et le Orsa quittent le port des Pouilles, et après cinq heures ils rencontrent, au large de Santa Maria di Leuca, le moderne navire à moteur Vettor Pisani parti de Tarente avec l'escorte du torpilleur Antares. Ce dernier retourne à la base de Tarente, tandis que le transport continue vers Benghazi avec le Orsa et le Calliope. A 9h34 du 24 juillet, le Vettor Pisani est attaqué à une dizaine de milles nautiques (19 km) du cap Gherogambo par 9 bombardiers-torpilleurs Bristol Beaufort escortés par 5 chasseurs Bristol Beaufighter. Malgré la réaction de l'escorte (le Calliope abat un avion et le Orsa deux), le navire est touché par une torpille et une bombe et, complètement en feu (il est chargé de fûts d'essence), il est pris en remorque par le Orsa et par quelques remorqueurs et amené à s'échouer, à 17h45 du jour suivant, près d'Argostoli, continuant à brûler pendant quelques jours,,. Les unités d'escorte et certaines vedettes-torpilleurs MAS (Motoscafo Armato Silurante) récupèrent environ 300 survivants. Après les opérations de sauvetage, à 18h00 le 25 juillet, le Calliope met le cap sur Tarente, où il arrive le lendemain matin à six heures.
A dix heures du soir du 26 juillet, le torpilleur repart et le matin suivant, il atteint Brindisi, d'où il part à deux heures de l'après-midi pour escorter vers Benghazi, avec le destroyer Freccia, le navire à moteur Monviso. Au matin du 28, le convoi est repéré par des avions de reconnaissance ennemis et à 12h12, il est attaqué par dix bombardiers-torpilleurs Beaufort. Le Calliope et le Freccia abattent un avion chacun, mais le Monviso est touché par une torpille. Pendant que le Freccia remorque le navire endommagé vers Pýlos, le Calliope recherche les survivants et sauve trois aviateurs britanniques, les débarquant à Navarino.
Le 30 juillet à 00h45, le Calliope et le Partenope quittent le port pour une mission de ratissage anti-sous-marins le long de la côte grecque, puis, à 18h30, les navires rejoignent un convoi au large de Pýlos et continuent avec lui jusqu'à 21h00, quand ils se séparent à nouveau pour recommencer le ratissage.
Entre le 3 et le 5 août, le navire escorte un convoi composé des navires à moteur Ankara, Nino Bixio et Sestriere (avec destination Tobrouk pour le premier et Benghazi pour les deux autres; la cargaison étant constituée de 92 chars, 340 véhicules, 3 locomotives, une grue, 292 soldats, 4 381 t de carburants et d'huiles de graissage, 5 256 t d'autres fournitures), ainsi que les destroyers Legionario, Freccia, Corsaro, Folgore, Grecale et Turbine, et le torpilleur Partenope. Les navires atteignent leur destination malgré de nombreuses et intenses attaques aériennes; à cette occasion, il y a également la première attaque d'avions américains contre des unités italiennes (il s'agit d'une attaque de bombardiers Consolidated B-24 Liberator).
Le 14 août, l'unité quitte Brindisi avec son navire-jumeau Castore et escorte le navire à moteur Lerici, à destination de Benghazi, rejoignant ensuite un second convoi composé du navire à moteur Ravello escorté par le destroyer da Recco et le torpilleur Polluce. A 18h35 du 15 août, à la position géographique de 34° 50′ N, 21° 30′ E, le Lerici est touché par deux torpilles lancées par le sous-marin HMS Porpoise (N14) et prend feu. Le da Recco, le Castore et le Ravello continuent vers Benghazi, le Polluce poursuit le sous-marin attaquant, l'endommageant, tandis que le Calliope est chargé d'assister le Lerici. En flammes et coulant lentement par la poupe, le navire à moteur s'avère condamné et, à midi le lendemain, c'est le Calliope lui-même qui doit l'achever par des tirs de canon, le coulant à environ 120 milles nautiques (222 km) au nord de Ras Aamer. Le torpilleur secourt ensuite, avec le Polluce, les survivants du Lerici, retournant à Pýlos le 16 au matin et de là se rendant à Patras où il arrive à 20h30 et a mis à terre les survivants du Lerici.
Le 17 août, vers 4h00, le Calliope quitte Patras et effectue sans succès une mission de ratissage anti-sous-marin au large du cap Dukato, puis rejoint, à 16h30, un convoi - navire à moteur Unione, destroyer Folgore, torpilleur Antares - parti d'un port italien et se dirigeant vers Patras, où il arrive à 18h00.
À 11h30 le 18, le torpilleur part pour une nouvelle mission anti-sous-marine entre Patras et Argostoli et escorte en même temps le navire à moteur allemand Ankara, revenant à Argostoli à 6 h le 19.
A 4h30 du 21 août, le Calliope reprend la mer pour une nouvelle mission de ratissage anti-sous-marin, après quoi, après 16 heures, il se rend au secours d'un convoi qui a été fortement attaqué par des avions. Pendant que les autres unités se réparaient à Corfou, le Calliope escorte le pétrolier endommagé Pozarica et, avec un autre torpilleur, l'amène à l'ancre près de la côte, dans des eaux peu profondes, tout en surveillant d'éventuels sous-marins pendant la nuit. Après qu'un autre pétrolier, escorté par le torpilleur Antares, ait récupéré le carburant du Pozarica, le Calliope fait route vers Corfou où il arrive à 12h30 le 22 août.
À quatre heures de l'après-midi du 24 août, le Calliope et le torpilleur Orione effectuent un ratissage anti-sous-marin au large du cap Dukato (entre Corfou et le canal de Corinthe), qui se poursuit jusqu'au 25 au soir, après quoi les deux navires jettent l'ancre. Le 26 août, à six heures du matin, le Calliope et le Orione rencontrent, à l'entrée du canal de Corinthe, le convoi composé d'un transport escorté par le destroyer da Recco et le torpilleur Centauro, leur assurant une protection anti-sous-marine à distance, après quoi ils mettent le cap sur le Pirée, où ils arrivent à midi. A 16h00 du même jour, l'unité part et à minuit arrive au large de la Crète, pour une nouvelle patrouille anti-sous-marine. Après avoir rencontré, à dix heures du matin le 27, le convoi à protéger à distance et l'avoir suivi pendant quelques heures, à l'aube du 28 (vers quatre heures du matin) le navire détecte la présence d'un sous-marin. S'ensuit une chasse anti-sous-marine d'une heure, qui voit le lancement de 27 charges de profondeur de 150 kg et de cinq charges de profondeur de 30 kg, et qui se termine par le naufrage présumé de l'unité sous-marine ennemie (mais rien ne le confirme). À cinq heures de l'après-midi du 28 août, le Calliope revient au Pirée.
Le 2 septembre 1942, à huit heures, le Calliope appareille du Pirée pour escorter vers Tobrouk, avec les navires-jumeaux Lupo, Castore et Polluce, un convoi composé des vapeurs Padenna, Sportivo et Bianchi. Vers 16h00 le 3 septembre, un avion de reconnaissance ennemi est abattu par l'escorte aérienne et son équipage récupéré par le Lupo. À 18h45 du même jour, le convoi subit une première attaque de bombardiers Consolidated B-24 Liberator: la réaction de l'escorte disperse la formation attaquante, l'obligeant à battre en retraite. Vers minuit, une nouvelle attaque aérienne commence: le Bianchi est touché et explose, coulant en quelques secondes, tandis que les autres unités sont divisées: le Lupo et le Castore s'éloignent avec le Sportivo, le Polluce et le Calliope poursuivent dans une autre direction avec le Padenna. Aux premières heures du 4 septembre, une nouvelle attaque aérienne commence: un avion plonge sur le Polluce et le frappe avec une bombe incendiaire sur le pont arrière, détruisant le canon de poupe de 100 mm et provoquant un énorme incendie et de nombreuses victimes et blessés. Le Calliope se précipite pour aider son unité-jumelle, la flanquant et laissant le Padenna continuer seul (qui à 2h57 du matin est touché par deux torpilles lancées par le sous-marin HMS Thrasher et coule à la position géographique de 32° 44′ N, 24° 11′ E,. Les flammes sont partiellement maîtrisées avant qu'elles n'atteignent les dépôts de pétrole et le Polluce est pris en remorque par le Calliope qui essaie de le remorquer jusqu'à la côte, mais l'état de la mer se dégrade et à un certain moment une vague frappe la partie arrière du navire endommagé, qui coule rapidement au large de Tobrouk (les survivants sont  secourus par le navire-hôpital Virgilio). Le Calliope arrive à Tobrouk à 14h00.
Du 4 septembre à 8 heures du soir au 6 du mois, le navire escorte de Tobrouk à Benghazi le vapeur Tripolino, repartant à 5 heures le 8 septembre pour escorter le vapeur Iseo à Tobrouk, où il earrive à 15h30 le 9 après une alarme anti-sous-marine (de 1h30 à 2 h) et une alarme aérienne (jusqu'à 4 h). À 18h30, le torpilleur quitte Tobrouk en même temps que le croiseur auxiliaire Brioni à destination du Pirée chargé de troupes. Dès leur départ, les deux navires échappent sans dommage à un bombardement aérien sur Tobrouk effectué par dix bombardiers Consolidated B-24 Liberator, puis, à 11h06 le 10 septembre, ils évitent également une attaque du sous-marin britannique HMS Una (N87) effectuée à la position géographique de 35° 12′ N, 23° 29′ E et dirigée contre le Brioni.
Le 18 septembre à 20 heures, le torpilleur appareille de Brindisi, avec les destroyers Freccia et Zeno, pour escorter vers Benghazi (arrivée prévue à 16h40 le 20 septembre) les grandes navires modernes Monginevro et Apuania/ Le 20 septembre à 9h25, le sous-marin britannique HMS Taku (N38) lance trois torpilles contre le Apuania à la position géographique de 33° 30′ N, 21° 10′ E (au nord de Benghazi), mais aucun navire n'est touché.
Le 20 septembre à huit heures du soir, le Calliope quitte Benghazi à destination de Tobrouk, escortant le vapeur Santa Fe chargé d'explosifs, et arrive au port à huit heures du matin le 22. Mis à l'ancre pendant la journée, évitant ainsi une attaque aérienne sur Tobrouk, le navire, à 6 heures du matin du 23 septembre, est envoyé à Derna où il arrive à 20 heures, après avoir effectué une patrouille anti-sous-marine le long de la côte cyrénaïque. Dans la matinée du 24, après avoir passé la nuit à l'ancre, le torpilleur entre dans le port de Derna et se ravitaille en carburant, puis, à huit heures du soir, il part escorter vers Tobrouk le ponton Giulio et les remorqueurs Ciclope et Priomart, arrivant à destination à midi le 25. À 19 heures, le navire part pour escorter le Ciclope et arrive à Derna à 8 heures le lendemain. Il reste à l'ancre toute la journée et repart à 20 heures, escortant le Ciclope jusqu'à Benghazi où il arrive à 13 heures le 27 septembre. A 18h30 le 19, Benghazi est bombardé par six bombardiers, suivi d'une seconde attaque aérienne entre 23h30 et 00h7. Dans les deux cas, le Calliope est manqué de quelques mètres par une bombe, tombée à l'arrière du navire lors de la première attaque et à quelques mètres du côté bâbord lors de la seconde.
Le 28 septembre à 7 heures du matin, le torpilleur part pour escorter le vapeur Creta à destination de Tobrouk[27]. Au cours de la matinée du 29, une mine perdue est détruite avec les canons du bord, puis, de 20h00 à 22h30, le torpilleur effectue une chasse anti-sous-marine avec des grenades sous-marines de 150 kg, croyant (à tort) avoir coulé le sous-marin ennemi. À 8h00 le 30 septembre, le Calliope arrive à Tobrouk, où il reste bloqué pendant quatre jours en raison de pannes de moteur. Le 7 octobre, à sept heures, le navire part pour une double mission de patrouille anti-sous-marine et d'escorte du vapeur Creta à Benghazi. De 20h30 à 22h30, une chasse est menée contre une unité sous-marine et, dans le même temps, un avion survole également la formation en gardant son altitude, tandis qu'à 22h45, il y a une fusée éclairante. C'est cependant à sept heures le lendemain matin que le Creta est touché par deux torpilles et coule en se brisant en deux.
Après une mission d'escorte d'un convoi avec le torpilleur d'escorte Groppo jusqu'à la côte tunisienne, où il est pris en charge le 6 novembre par le torpilleur d'escorte Animoso, le Calliope, revient à Trapani à 6 heures du matin le 8 novembre et reste disponible jusqu'au 10 novembre pour une éventuelle attaque contre un grand convoi britannique à destination de Malte. À 4h00 du matin, le 10 novembre, le Calliope et le Clio quittent Trapani et se dirigent vers Naples où ils arrivent à 18h00 le même jour, après quelques exercices de tir et de détection antisomique. Le 11 novembre à 00h30, le navire et son navire-jumeau Cigno quittent le port napolitain et escortent un navire marchand vers Palerme, où ils arrivent le 12 à minuit. A huit heures du 15 novembre, le Calliope et le Clio partent, par une mer très agitée, pour escorter vers Bizerte le vapeur allemand Menes et le petit pétrolier Labor. Pendant cette navigation, à 9h07 et à 10h48 du 16 novembre, les deux transports sont attaqués sans succès d'abord par le sous-marin britannique HMS Saracen (P247), avec le lancement de trois torpilles à la position géographique de 37° 40′ N, 10° 40′ E (au nord du golfe de Tunis)[36] puis par le sous-marin britannique HMS Parthian (N75) avec le lancement de trois torpilles, à la position géographique de 38° 03′ N, 11° 51′ E (nord-est de Marettimo),, mais le principal problème reste la mer houleuse, qui fait vaciller le Calliope jusqu'à ce qu'il manque de chavirer et perde le contact avec le convoi. À sept heures le 16 novembre, le torpilleur réussit à être en vue des autres navires mais, ayant des problèmes de gouvernail et de machine dynamoélectrique, il doit se diriger vers Trapani où il arrive à 16 heures le 17 novembre.
Les réparations durent deux jours, puis, à minuit le 19 novembre, le Calliope part pour escorter un pétrolier à Palerme, avec le torpilleur 'Orsa, arrivant à destination le lendemain matin à 8 heures.
Du 21 novembre au 15 décembre 1942, le torpilleur est soumis à des travaux d'entretien dans le chantier naval de Palerme, restant en cale sèche du 13 au 15 décembre.
A 23h30 le 15 décembre, après s'être réapprovisionné en munitions, le Calliope appareille du quai Piave à Palerme à destination de Trapani en tant qu'escorte d'un vapeur. Après une courte navigation avec une mer agitée, à 9 heures du matin du 16 décembre, les deux navires entrent dans Trapani. À 16h30 du même jour, le navire reprend la mer avec ses navires-jumeaux Cigno et Perseo pour une patrouille anti-sous-marine à effectuer au large des côtes tunisiennes, où les trois navires arrivent à 20 heures le soir même. La mission se poursuit, avec quelques alertes aériennes et sous-marines, jusqu'à 12h30 le 17, lorsque, remplacés par le torpilleur d'escorte Fortunale, Calliope et Perseo se dirigent vers le lieu de naufrage du destroyer Aviere, torpillé à 11h40 ce jour-là par le sous-marin HMS Splendid (P228). Après avoir rencontré deux torpilleurs allemands initialement pris pour des navires britanniques mais bientôt identifiés, les deux torpilleurs n'atteignent le lieu du naufrage qu'à 17h00 et trouvent un petit groupe de survivants. Le Calliope récupère cinq survivants dont deux officiers, et deux cadavres, le Perseo sauve douze hommes, quelques autres sont récupérés par un navire-hôpital et un avion de la Croix-Rouge italienne (Croce Rossa Italiana ou CRI). Les deux torpilleurs se dirigent ensuite vers Trapani, où ils sont arrivés à minuit.
Le 18 décembre à dix heures, le Calliope et le Perseo partent pour une nouvelle mission de ratissage anti-sous-marin dans le canal de Sicile. À 16 heures, ce que l'on croyait être un sous-marin est détecté et l'attaque commence, le Calliope larguant 15 grenades sous-marines de 150 kg. La remontée à la surface de grandes nappes d'huile et de naphte a fait croire que l'unité ennemie a été coulée (mais un naufrage ou des dommages à cette occasion n'ont jamais été signalés). En raison de la mer agitée, qui a gêné l'écoute des équipements de détection, les deux torpilleurs doivent interrompre leur mission peu après et retourner à Trapani, où ils sont arrivés à 23h30.
Le 21 décembre à 7 heures du matin, le navire reprend la mer avec son navire-jumeau Sagittario pour une autre mission anti-sous-marine au large de la Tunisie, mais le temps se dégrade jusqu'à ce qu'à 11h30 la mer soit agitée et à 13 heures le Sagittario doit rentrer au port à cause d'une panne de moteur. Vers 2 heures du matin, avec un temps légèrement meilleur, le Calliope est survolé par un avion, bientôt repoussé par le feu des canons du bord. Le même épisode est répété une heure plus tard. Vers huit heures le 22 décembre, le navire est dérouté vers le point de naufrage possible d'un transport, y arrivant deux heures plus tard, mais ne trouvant - ainsi que deux vedettes-torpilleurs MAS (Motoscafo armato silurante) déjà arrivés - aucune trace du naufrage présumé. A 12h30 du même jour, l'unité accoste à Trapani.
À 10h30 le 23 décembre, le navire part pour une nouvelle patrouille anti-sous-marine le long de la côte tunisienne et le matin suivant, il est à l'avant-garde, avec des fonctions anti-sous-marines, d'un convoi à destination de Tunis. À 11h30, un sous-marin est repéré et quelques heures de chasse s'ensuivent, avec le lancement de 27 grenades sous-marines de 150 kg. Le 25 décembre à midi, le Calliope retourne à Trapani, où, à peine amarré, il reçoit la visite du prince Umberto di Savoia-Aosta. A trois heures de la nuit du 26, l'unité doit partir, à six heures il y a une courte alerte navale, une heure plus tard, il part à la rencontre au large de Pantelleria un navire marchand à escorter jusqu'à Palerme: à huit heures du soir les deux navires arrivent dans le port sicilien.
Après un arrêt du 27 au 31 décembre pour travaux, à onze heures du soir du 31 décembre le Calliope doit repartir, escortant deux vapeurs vers Trapani avec une mer très agitée.
Le 16 janvier 1943, à midi, le Calliope et le Perseo quittent Tripoli en escortant le navire à moteur D'Annunzio, mais après seulement quarante minutes, le Calliope doit rentrer au port en raison d'une mer très agitée. (le reste du convoi est alors attaqué par des destroyers anglais qui coulent le D'Annunzio et endommagent sérieusement le Perseo). À minuit le 17 janvier, le Calliope part pour escorter les navires à vapeur Sportivo et Amba Alagi vers l'Italie, mais à 10 heures. 20 le lendemain matin, au large de Zouara, le Sportivo coule rapidement à la position géographique de 33° 00′ N, 12° 08′ E touché par deux des trois torpilles lancées par le sous-marin britannique HMS Unseen (P51). Pendant que le Amba Alagi récupère les survivants, le torpilleur entame une lourde poursuite anti-sous-marine dans laquelle il emploie les 52 grenades sous-marines dont il dispose. A 12h30, il reprend la navigation et onze heures plus tard, les deux navires atteignent Sfax, après avoir évité une autre torpille lancée par le HMS Unseen contre le Amba Alagi. À sept heures du 19 janvier, le navire part pour l'Italie, mais à 11h30, il y a une attaque de six bombardiers-torpilleurs Bristol Beaufort. Le torpilleur ouvre le feu en repoussant les avions, et une deuxième attaque aérienne, qui a lieu à 13 heures, avec le même résultat. A 19h00, le Calliope arrive à Trapani.
A 12h30 le 22 janvier, l'unité part pour assurer la protection anti-sous-marine de quelques destroyers engagés dans la pose de barrages de mines, mais il doit rapidement rentrer au port en raison de mauvaises conditions météorologiques et de pannes de moteur. Du 23 au 25 janvier, le Calliope effectue des travaux de réparation et d'entretien à Trapani, puis, à huit heures le 26 janvier, il quitte le port sicilien pour escorter deux transports (auxquels s'ajoutera plus tard un troisième en provenance de Palerme) vers Messine. Le torpilleur et deux vapeurs arrivent à Messine à 9 heures le 27 janvier, tandis que le troisième cargo continue vers Reggio Calabria.
Le 28 janvier à deux heures du matin, le Calliope, les vieux torpilleurs Cascino et Prestinari et le torpilleur d'escorte moderne Ardito quittent Messine pour escorter quatre navires marchands vers Bizerte, mais une fois arrivé au large de Palerme, le Calliope entre dans le port (où il est amarré au 17), tandis que le convoi est rejoint par deux corvettes et un navire marchand.
Du 29 janvier au 6 février, le torpilleur est soumis à Palerme à des travaux d'entretien sur ses machines.
À huit heures du matin du 6 février, le Calliope appareille et à 16 heures, il rejoint le convoi qui doit l'escorter jusqu'à Bizerte, se formant à 17 heures. Les navires atteignent leur destination à minuit. Le 7 février à 10 heures, le navire et les torpilleurs modernes d'escorte Ciclone et Fortunale partent pour escorter deux navires à vapeur vers Naples, mais à 15 heures, le convoi est repéré par des éclaireurs ennemis et à 23 heures, à travers la Sardaigne, une attaque de bombardiers-torpilleurs a lieu. Grâce également à la manœuvre de l'escorte, qui couvre les transports avec des écrans de fumée, aucun dommage n'est causé et le raid se termine à 00h40, après quoi le convoi atteint Naples à deux heures de l'après-midi du 8 février. A huit heures du 10 février, le Calliope reprend la mer avec un pétrolier pour être escorté à Bizerte. A sept heures du lendemain, les deux navires atteignent le port de Palerme et y restent jusqu'à midi, heure à laquelle ils partirent avec le destroyer Lampo, les torpilleurs Castore et Libra et sept transports. Cependant, les conditions météorologiques se dégradent et à huit heures du soir, la mer est houleuse: le convoi est dispersé et le Calliope, isolé, est immobilisé et devient ingouvernable, avec des pannes de gouvernail et de moteur, luttant pour rester à flot. Vers cinq heures du matin du 12 février, la mer commence à se calmer et le torpilleur, lourdement endommagé, se dirige vers Palerme où il arrive difficilement à midi.
Les travaux de réparation provisoire des dommages causés par la tempête durent du 13 au 19 février, puis le navire quitté le quai Santa Lucia et est transféré aux chantiers navals où il est soumis à des travaux plus approfondis, qui durent quelques semaines.
Le 4 mai 1943, le Calliope et le torpilleur moderne Groppo quittent Naples pour escorter vers Tunis le navire à vapeur Sant'Antonio: c'est l'avant-dernier convoi parti pour la Tunisie. Le convoi est attaqué à haute altitude (plus de 10 000 mètres, altitude inatteignable par lescanons des torpilleurs) par des bombardiers américains qui larguent environ 120 bombes. Tandis que les deux torpilleurs échappent à la destruction en manœuvrant en zigzag à vitesse maximale (32 nœuds (59 km/h), le vapeur est touché par plusieurs bombes et coule rapidement. Les unités d'escorte récupèrent une trentaine de morts et de survivants. À 16 heures, le Groppo et le Calliope commencent leur navigation de retour : le premier se dirige vers Trapani, le second arrive à Naples à 1 heure du matin le 5 mai. À cinq heures du même jour, le torpilleur quitte Naples et se rend à Gaète (où il arrive à neuf heures): il y reste environ trois jours.
A quatre heures du 8 mai, le Calliope part pour escorter un vapeur et un remorqueur vers Catane, mais il retourne bientôt à Pozzuoli (où il arrive à onze heures) à cause de la mer agitée. À une heure de l'après-midi du 11 mai, le torpilleur part pour retourner à Gaète (où il arrive à 15h45) et de là, il est soumis à de courts travaux qui durent jusqu'au 18 mai. A 16h00 le 19 mai, l'unité sort en mer pour un exercice et effectue neuf séries de dix salves chacune avec ses propres canons, puis, à 18h00, il mouille en attendant l'obscurité pour des exercices de tir de nuit. À la tombée de la nuit, le navire jette l'ancre à 20h30 et une demi-heure plus tard, puis, jusqu'à 23h30, il exécute quatre séries de dix salves avec des tirs éclairants et à 1h30, il s'amarre de nouveau au port. Le lendemain, à 11h30, il repart pour effectuer des exercices de tir antiaérien: cinq séries de trois salves sont effectuées; deux séries de douze salves de tir naval suivent, puis, à 15 heures, le navire rentre au port. À 21h00, le Calliope reprend la mer et à 21h30, il commence le tir de nuit (quatre séries de dix salves; deux canons tirent en feu battant, le troisième en feu éclairant). L'exercice se termine à minuit, le navire revient s'amarrer à deux heures. A trois heures du 23 mai, le navire repart et se rend à Pozzuoli, où il arrive à 6h30, puis, après avoir pris à bord, à dix heures, 4 torpilles pour des exercices, à 13h15 il prend la mer avec le destroyer Vivaldi et de 14h30 à 19 il effectue des lancements de torpilles de jour. Après avoir passé quelques heures à l'ancre près de Torre del Greco, le Calliope part à 22h00 et effectue des exercices de tir de torpilles de nuit, revenant à Pozzuoli à 2h30 le 24 mai.
Le 26 mai, à six heures du matin, l'unité part pour escorter un bateau à vapeur vers Trapani, mais à neuf heures, la mer commence à être plutôt houleuse. Alors que le navire, arrivé à une vingtaine de milles nautiques (37 km) de Pouzzoles, tourne vers le sud pour se diriger vers la Sicile, deux violentes vagues frappent l'unité en croix en succession rapide, balayant ses ponts: un marin qui se trouvait à l'arrière est entraîné dans la mer. Heureusement, à bord, on s'est rendu compte que le marin a disparu et le Calliope fait demi-tour et part à la recherche du marin disparu, réussissant à le récupérer en trois heures.
Le 21 juillet, il est mitraillé par des avions, blessant 28 hommes de l'équipage et en tuant 7 autres (dont le fils homonyme de Giovanni Raicevich).
Le 8 septembre 1943, à 19h30, après la proclamation de l'armistice (Armistice de Cassibile), le Calliope quitte Pozzuoli avec le torpilleur moderne Fortunale et l'ancien torpilleur Carini pour rejoindre La Spezia, mais à dix heures du matin du 9 septembre, les trois navires reçoivent l'ordre de se rendre à La Maddalena. A cinq heures de l'après-midi du même jour, les trois navires sont de nouveau déroutés vers Portoferraio, où ils arrivent dans la soirée. Dans la matinée du 11 septembre, le Calliope, accompagné de six autres torpilleurs, quitte Portoferraio à destination de Palerme, où il arrive le lendemain à dix heures. Jusqu'au soir du 18 septembre, les navires sont restés dans la rade, puis ils entrent dans le port où ils reçoivent de l'eau et des provisions et ensuite, le lendemain à l'aube, ils partent pour Malte. Arrivés à La Valette le 20 septembre, les torpilleurs ravitaillent les plus gros navires, internés à Malte depuis plusieurs jours, avec des provisions prises à bord à Palerme.
Le 4 octobre 1943, le Calliope, ainsi que son navire-jumeau Libra et plusieurs autres unités (trois croiseurs, deux destroyers, six corvettes, autant de torpilleurs et neuf VAS (Vedetta Anti Sommergibile ou vedette anti-sous-marine)) quittent Malte et retournent en Italie.
Pendant la cobelligérance (1943-1945), le Calliope est employé dans 52 missions, principalement des escortes de convois pour les Alliés,. La première de ces missions débute le 8 octobre 1943, avec l'escorte d'un convoi de navires italiens employés pour le compte des Alliés de Tarente à Alger.

### La deuxième période d'après-guerre
Après la fin des hostilités, l'unité fait partie des navires laissés à l'Italie par le traité de paix et passe donc à la Marina Militare.
Initialement, il est utilisé pour des missions de transport de troupes et de matériel principalement dans la mer Tyrrhénienne, participant également à des exercices occasionnels. En 1947, il est affecté au Ier escadron, et reprend l'activité de l'escadron.
Entre 1952 et 1953, le Calliope est reclassé comme corvette rapide et subit de grands travaux de modernisation à l'arsenal de Tarente. Les quatre tubes lance-torpilles et un des canons de 100/47 mm sont retirés, tandis qu'un lanceur anti-sous-marin "Porcospino" est installé. Après l'entrée de l'Italie dans l'OTAN (Organisation du traité de l'Atlantique nord), le navire reçoit également en 1953 le nouveau code d'identification F 551,.
Le navire participe à des exercices avec les forces de l'OTAN, tant le long des côtes italiennes que dans les eaux étrangères, touchant des ports tels que Bona, Malte, Izmir et Toulon,.
Avec l'affectation au 1er groupe de forces navales de réserve en mai 1956, l'activité de l'unité subit une réduction considérable, étant réduite à un service local médiocre.
En 1958, le Calliope subit de nouvelles modernisations, comme l'élimination des deux canons de 100 mm restants, remplacés par deux canonss simples de 40/60 mm Mk 3.
Radié le 1er août 1958,, le navire est ensuite envoyé à la démolition.